# شهرداری نوو سلو
شهرداری نوو سلو (به لاتین: Novo Selo Municipality) یک منطقهٔ مسکونی در مقدونیه شمالی است که در مقدونیه شمالی واقع شده‌است. شهرداری نوو سلو ۴۲۴٫۸۲ کیلومتر مربع مساحت و ۱۱٬۵۶۷ نفر جمعیت دارد.